# 中置後驅

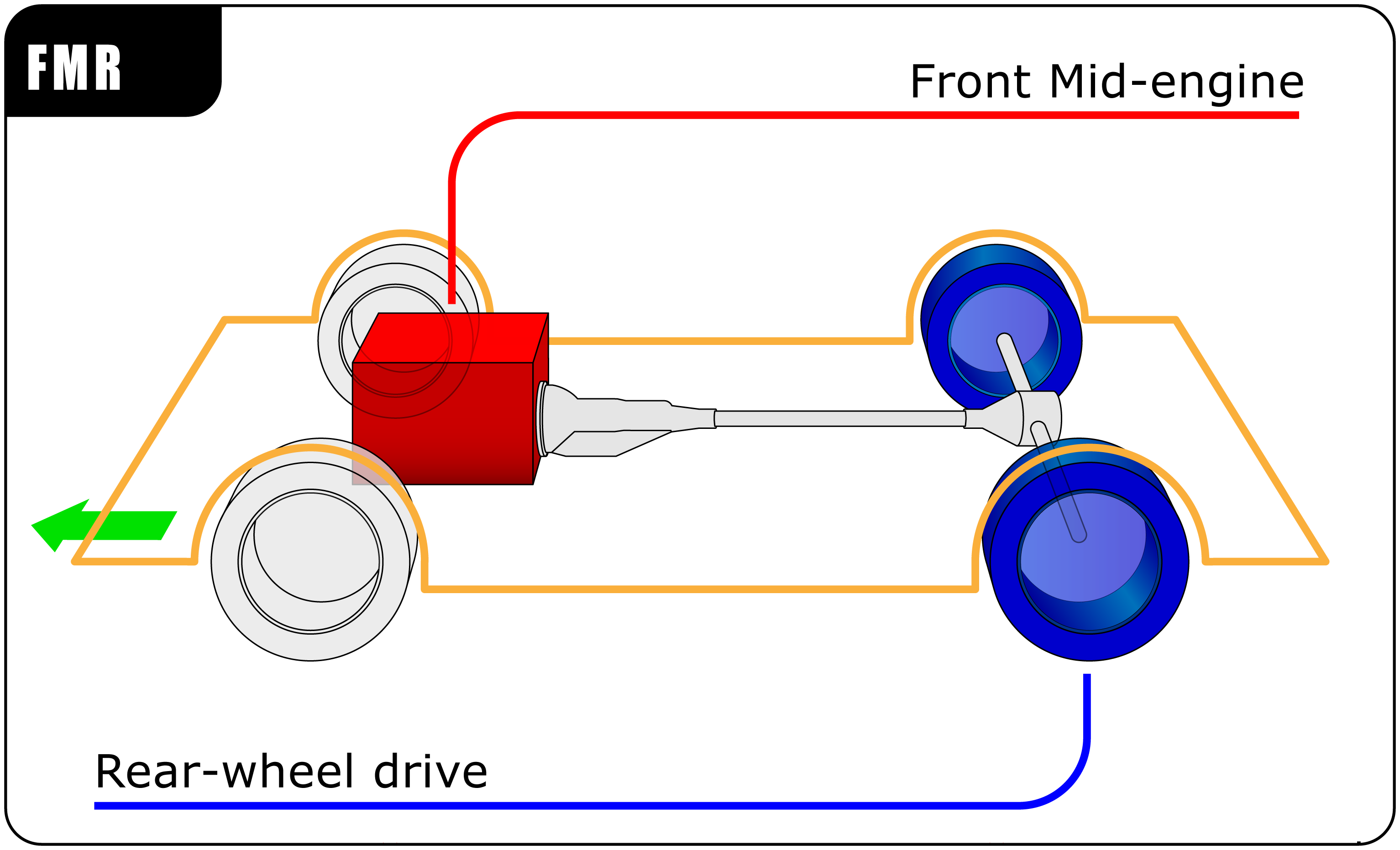
前中置後驅

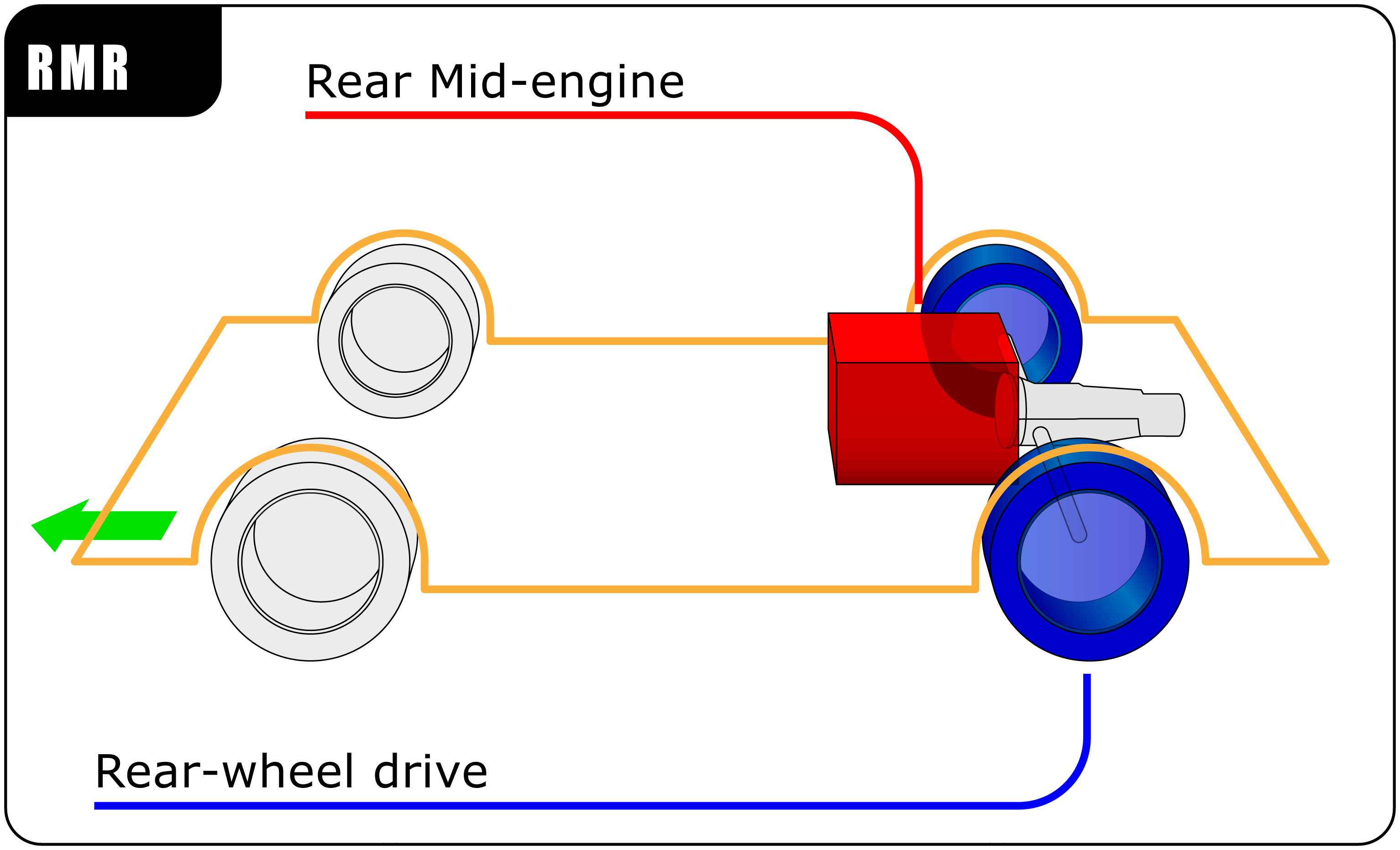
後中置後驅，但引擎位於後軸前方

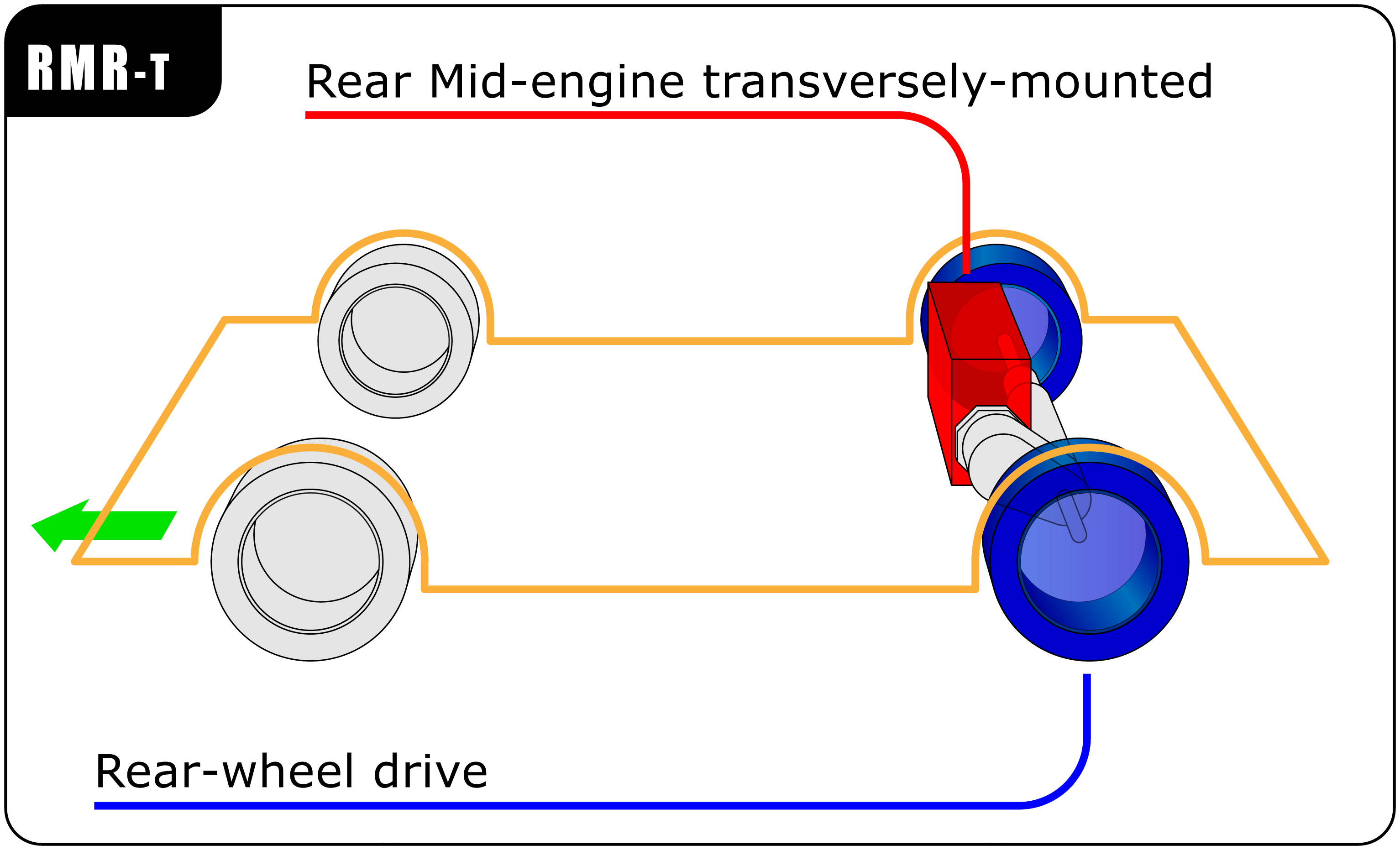
後中置後驅，但橫列引擎置於後軸上

中置引擎，後輪驅動佈局（英語：mid-engine, rear-wheel-drive layout，縮寫為MR），簡稱中置後驅，意指引擎重心落在車身四個車輪之間，由後輪驅動整輛汽車的方式。
由於前後車輪承載的重量分配是50：50，在高速過彎時方向力矩較小，所以擁有較好的操控性能，轉向非常敏銳。但其缺點是由於採後輪驅動，一旦高速過彎時後輪產生側滑，會發生轉向過度，且過於敏銳的轉向會讓車身發生失控。
通常中置後驅的佈局方式有兩種：第一種是把引擎放在駕駛者前面，而變速箱則延伸至駕駛艙內，譬如凌志LFA。這種方式常使人誤解成前置後驅，不過從車重分配50：50可以證明是中置引擎，一般稱為「前中置後驅」。第二種是把引擎放置於駕駛者和後軸之間，亦可以得到50：50的車重分配，這樣稱之為「後中置後驅」，代表車款有所有的方程式賽車與絕大部分的超級跑車，而新世紀的純種跑車亦多為此佈局。
這兩種方式的差別在於，前中置的引擎呈縱向，輸出動力時需要轉一個九十度的彎，且長傳動軸會損耗一些動力能量。另外因遷就於50：50車重比例，駕駛艙必須往後靠，故引擎蓋須加長。後中置的車則因引擎位置犧牲後車廂空間，所以主要以強調駕駛樂趣的跑車為主。
而早期六十年代後中置局部的藍寶堅尼或愛快汽車超跑出現時，比起當時未量產的前中置來說，給較多的車迷喜歡外觀平衡的美感和駕駛較佳的視野，這個也做一般人眼中超跑就應當是這樣的刻板印象。

## 參看
- 前輪驅動
- 後輪驅動
- 四輪驅動